# The Killer
The Killer (en chino: 喋血雙雄, conocida en Hispanoamérica como El asesino) es una película de acción de 1989 dirigida y escrita por John Woo y protagonizada por Chow Yun-fat, Danny Lee y Sally Yeh. Chow interpreta el papel del asesino Ah Jong, quien accidentalmente deteriora la vista de la cantante Jennie (Sally Yeh) durante un tiroteo. Más tarde descubre que la cantante requiere una costosa cirugía si no quiere quedar ciega, por lo que decide realizar un último y arriesgado trabajo para ayudarla.
Al no poder contar con la financiación de la compañía de Tsui Hark por los inconvenientes entre productor y cineasta después del estreno de la película A Better Tomorrow 2, John Woo tuvo que encontrar apoyo a través de las compañías financieras de Chow Yun Fat y Danny Lee. Woo comenzó a filmar The Killer con un borrador cuya trama estaba influenciada por las películas El silencio de un hombre, Mean Streets y Narazumono. Woo deseaba hacer una película sobre el honor, la amistad y la relación de dos personas aparentemente opuestas. Después de terminar el rodaje, el cineasta se refirió a The Killer como un homenaje a los directores Jean-Pierre Melville y Martin Scorsese.
The Killer no fue un éxito inmediato en Hong Kong, pero recibió elogios de la crítica en el mundo occidental, los cuales exaltaron las escenas de acción y su estilo exagerado. La película se convirtió en el trampolín de Woo para llegar al cine de Hollywood y ha sido una fuerte influencia para muchos directores, incluyendo a Quentin Tarantino, Robert Rodriguez y Johnnie To.

## Sinopsis

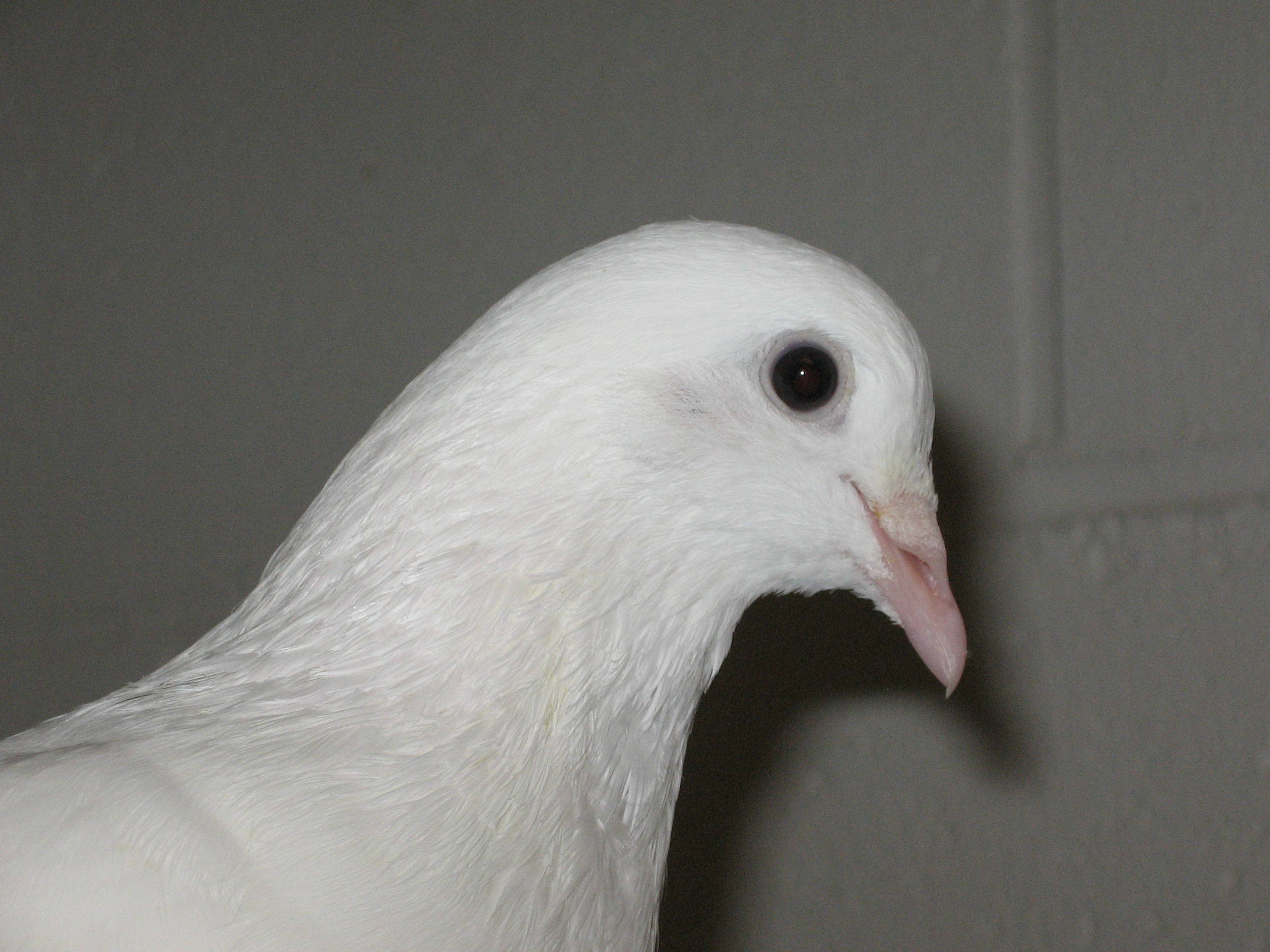
Las palomas blancas, un símbolo recurrente en la filmografía de John Woo, aparecen por primera vez en The Killer

El sicario Ah Jong realiza su último trabajo para la Triada de Hong Kong, pero accidentalmente deteriora la vista de una joven cantante de club nocturno llamada Jennie con un destello de munición. Después del ataque, Ah Jong comienza a ver a Jennie actuar en el club nocturno y la escolta a su casa cuando es atacada por los matones. Jennie y Ah Jong comienzan a enamorarse durante sus frecuentes visitas a su apartamento.
Impulsado a ayudarla a conseguir el dinero para un trasplante de córnea que pueda salvar su vista, acepta un último y arriesgado trabajo. Li Ying, un detective de la policía, ve a Ah Jong completando el trabajo pero el asesino escapa. El jefe de la tríada, Hay Wong Hoi, traiciona a Ah Jong y en lugar de pagarle, envía a un grupo de sicarios para matarlo.

## Reparto
- Chow Yun-fat es Ah Jong
- Danny Lee es Li Ying
- Sally Yeh es Jennie
- Kenneth Tsang es Tsang Yeh
- Chu Kong es Fung Sei
- Shing Fui-on es Hay Wong Hoi
- Ricky Yi Fan-wai es Frank Chen

## Recepción
Stephen Holden del New York Times se refirió a la película como "apasionante y ridícula al mismo tiempo", afirmando que "las escenas de sangre y destrucción son aún más espectaculares que el horizonte cubierto de niebla de Hong Kong". Variety le dio una crítica positiva, describiéndola como "extremadamente violenta y magníficamente elaborada, lo que demuestra el estrecho control que el director John Woo tiene sobre el género del crimen". Kathleen Maher de The Austin Chronicle elogió la película afirmando que "desafía toda categorización pero exige comparaciones, aunque sólo sea para demostrar que nunca antes ha habido nada como esto". Hal Hinson de The Washington Post escribió una crítica positiva, elogiando al director: "Las ideas de Woo se extienden con tal virilidad que rozan la comedia. Con un exceso como este no puedes evitar reírte. Es una película de alta velocidad".
Críticas más recientes también elogian el filme. El Washington Post declaró que "la trama no es exactamente una nueva historia de crimen, lo que eleva a The Killer a otro nivel". Lucia Bozzola, del portal Allmovie, le dio a la película una calificación de cinco estrellas, refiriéndose a ella como "uno de los puntos altos del cine de acción de Hong Kong de la década de 1980". Empire le dio cinco estrellas y afirmó que "el estilo característico de John Woo alcanzó su cénit en The Killer". En 2010, Time Out New York situó a The Killer en la última posición de su lista de las 50 mejores películas extranjeras de todos los tiempos. En la actualidad cuenta con una calificación del 98% en el sitio especializado Rotten Tomatoes.